# Festival Cultural Atltepeihuitl
El Festival Cultural Atltepeihuitl (también conocido como Altepeihuitl o Altepeilhuitl) es una festividad celebrada en la localidad de Papalotla y San Pablo del Monte, en el estado mexicano de Tlaxcala. Su motivo original está en las creencias prehispánicas del pedimento de agua al dios del cerro y al Volcán Malintzi

## Origen e historia
La festividad del Atltepeihuitl es una celebración de origen mesoamericano con un principio teorizado en la fase Texoloc del Valle en el periodo Clásico de la historia prehispánica de México. El lugar de realización original de la festividad fue una cueva en el Volcán La Malinche denominada como Siete Canoas. En este lugar se depositaban ofrendas a las principales deidades relacionadas con el agua y las lluvias: Tlalóc y Matlalcuéyetl. Por otra parte también se realizaban danzas y ofrendas de lugares tan apartados como Izúcar de Matamoros y Cholula al cerro Metztepetl hoy conocido como Cerro de la Luna.
Tras la llegada de los españoles y la religión católica se intenta sin éxito el abandono de estas tradiciones. Tras esto la iglesia católica decide adoptar la cosmovisión indígena y se le dota de un significado para la protección de los bosques y del Volcán Malinche en general. Asimismo se mezcla con la festividad católica principal de Papalotla: La celebración a San Francisco de Asís el día cuatro de octubre y posteriormente es movido a principios de año semanas antes del Carnaval.
Como celebración católica el Atltepeihuitl se celebra en los pueblos de Papalotla, San Cosme Mazatecochco, San Pablo del Monte y Tenancingo. Con este último Papalotla comparte una pequeña parte del Cerro de la Luna.
En 2005 tras una serie de investigaciones realizadas por el crónista municipal, así como con apoyo el gubernamental y de la sociedad civil esta festividad es rescatada y separada de las influencias católicas para establecerse como un encuentro para rescatar las tradiciones prehispánicas y como un encuentro pre-carnaval para las camadas Tlaxcaltecas y Poblanas.

## Actualidad
Tras su rescate en 2005 se restablece como sede el Cerro de la Luna (aunque ha sido movido un par de veces) y se forma  la Asociación Cultural Atltepeihuitl para la conservación y organización del festival. Se invitan a cuadrillas carnavalescas de Tlaxcala y Puebla para realizar danzas y rendir tributo a las antiguas deidades. Finalmente concluye al atardecer con la cuadrilla anfitriona de Papalotla.

### Participantes
Estos han sido algunos de los participantes del Festival Cultural Atltepeihuitl:
- Papalotla: Cuadrilla de Carnaval Municipal, Asociación Cultural Raíz y Asociación Cultural Atltepeihuitl.

- Mazatecochco, Tenancingo y San Pablo del Monte: Cuadrillas Municipales.[5]

- Puebla de Zaragoza
  - Carnaval del Alto Garibaldi[6]
  - Carnaval de San Miguel Canoa[6]

- Panotla: Cuadrilla de Divas
- Totolac Carnaval de Tlahuilocan
- Natívitas: Danza del Batallón Natívitas
- Terrenate: Danza de los cuchillos

## Cerro de la Luna

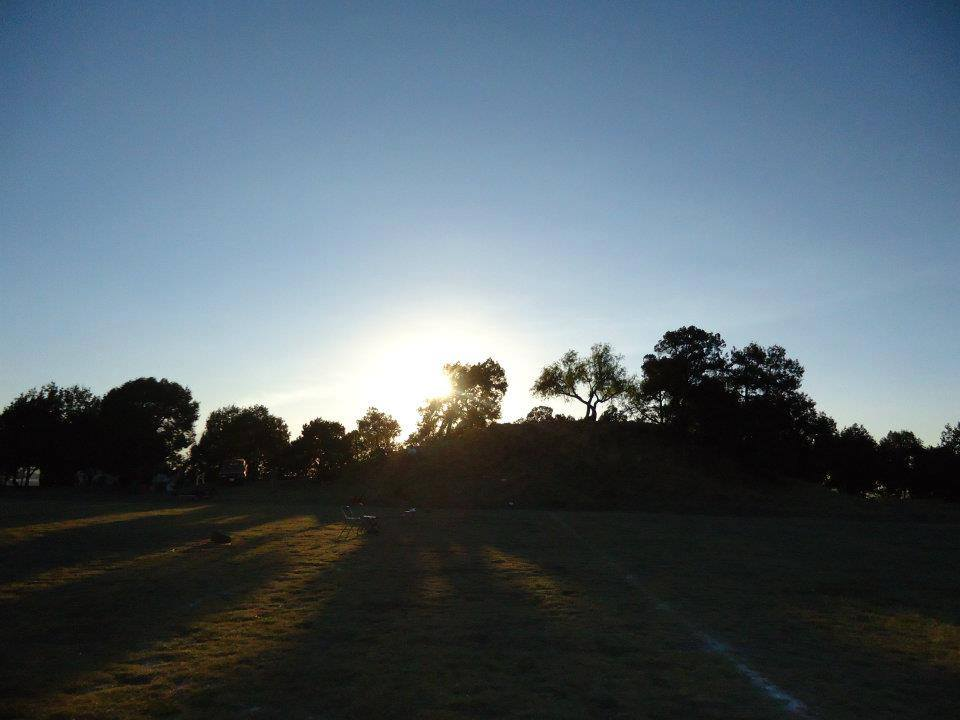
Cerro de la luna

El Metztepetl castellanizado como Cerro de Luna es una elevación natural ubicado en los municipios de Papalotla y en menor medida en el municipio de Tenancingo. Fue un centro ceremonial para los pueblos del Valle Puebla-Tlaxcala. Esto es respaldado por los múltiples objetos prehispánicos encontrados en el sitio, así como por la existencia de pequeños basamentos piramidales que fueron destruidos parcialmente durante la construcción de una cancha de fútbol. 
Las tradiciones orales decían que las nubes se detenían en la cima del cerro para recargarse de agua, la cual extraían del corazón del cerro para repartirlo en el valle que hoy alberga la Zona Metropolitana de Puebla-Tlaxcala. También se decía que el cerro se encontraba conectado por túneles subterráneos con la Gran Pirámide de Cholula que se encuentra a 15 kilómetros.
Durante la fase de expansión industrial de Papalotla el cerro intentó ser explotado por sus minerales no metálicos para la construcción, lo cual fue impedido por los pobladores bajo el argumento de la existencia de grandes reservas de agua en su interior y el simbolismo histórico. Las extracciones fueron detenidas, pero aún se continúan los litigios para la extracción de minerales.
En 2017 se dio a conocer en que Instituto Nacional de Antropología e Historia ya está trabajando en la delimitación y reconocimiento del lugar como un sitio ceremonial.